# Дюран-Рейнальдо, Матиас
Матиас Дюран-Рейнальдо, так же известный как Coccinella (фр. Mathias Durand-Reynaldo, род. 23 декабря 1975, Гавр) — французский скульптор, художник и модельер. Созданные из вторичного сырья, его творения метафоричны и гиперреалистичны. Они выражают протест безудержной урбанизации и упадку общественных и экологических ценностей.

## Биография
Был учеником художника Жака Лелю и работал совместно с художницей Сильви Камика с 1998 по 2003 г. В настоящее время живет на острове Сен-Мартен (Карибские острова).

## Картина «Президентская чета» и задержание в Лувре
26 марта 2010 года Матиас Дюран-Рейнальдо прогуливался по улицам Парижа, держа на вытянутых руках портрет Николя Саркози и Карлы Бруни-Саркози в натуральную величину. Вместе с ним шла оператор, снимавшая на камеру реакцию прохожих.
Эта двухметровая картина под названием «Президентская чета» выполнена в академическом стиле гиперреализма и является стилизацией произведения Жака-Луи Давида. Николя Саркози представлен в образе Наполеона 1го, который держит в руке моющий аппарат марки Kärcher. В петлице у него солнечные очки Rayban, а к подолу пиджака прикреплена ключница с изображением Микки Мауса. На императорском троне лежит томик «Принцессы Клевской», а на заднем плане видны книжные полки и французские и европейские флаги. Карла Бруни-Саркози изображена у правого края картины. Зрителю видны только её лицо, плечо и рука, но не видно никакой одежды, что позволяет предположить, что она обнажена.
Беспрепятственно представив свою картину у входа на парижскую книжную выставку, художник проник во двор Лувра. У стеклянной пирамиды его остановили сотрудники службы безопасности и потребовали закрыть картину тканью и покинуть территорию музея. Более того, оператору запретили снимать, так что ей пришлось подчиниться и выключить камеру. Далее их остановили во второй раз на улице Риволи сотрудники полиции в гражданской одежде.
Этот случай был позднее описан историком искусства Тьерри Сальватье, а затем писательницей Мари Дарьесек, которая посвятила ему статью под названием «Оскорбление величества» в журнале Beaux Arts Magazine. Она назвала художника остроумным, а стиль его картины наполовину помпезным, наполовину таблоидным.

## Выборы в Сенат 2008
9 сентября 2008 года художник официально выдвинул свою кандидатуру на выборы во французский сенат на острове Сен-Мартен , которые рассматривал как развлекательное представление . Некоторые считают этот шаг художественным перформансом, другие - радикальной провокацией. Вопреки ожиданиям, его заявление было принято префектурой .
Провозглашая ценности культурного и природного наследия, он провел необычную избирательную кампанию, которая привела многих в ярость. Художник давал шокирующие интервью и использовал фотографию в полуобнаженном виде в качестве официального портрета.
Пользуясь своей скандальной популярностью, он делал громкие заявления в карибской прессе. 18 сентября в газете France-Antilles он заявил о своем намерении подкупить электорат, пообещав отказаться от сенаторской выплаты и отдать ее избирателям, если его выберут на пост сенатора. 20 сентября он появился в выпуске новостей RFO на велосипеде, в розовой шубе, и заявил, что должность сенатора не нужна, и лучше мотивировать команды, которые уже работают на местах. Это политически некорректное заявление лишь отразило общественное мнение касательно этих выборов, в которых все уже было предрешено . Тем не менее, его актуальные политические заявления, которые были опубликованы за неделю до выборов в изданиях The Daily Herald и The Week и в которых он предлагал пути решения многих проблем, снискали художнику определенную популярность и заставили других кандидатов обратить внимание на экологические и социальные проблемы, а также потерю культурной идентичности острова Сен-Мартен.